# Bent (Theaterstück)
Bent ist ein 1979 uraufgeführtes Theaterstück von Martin Sherman. Es thematisiert die Verfolgung von Homosexuellen während der Zeit des Nationalsozialismus. Der Autor verfasste auch das Drehbuch für den gleichnamigen Film von 1997.
Der Titel des Stücks verwendet den umgangssprachlichen Ausdruck bent, mit dem einerseits in manchen europäischen Ländern Homosexuelle bezeichnet werden und der anderseits „gebrochen“ (im Sinne eines „gebrochenen Helden“) bedeuten kann.
Zur Zeit der Uraufführung des Stückes gab es nur wenig wissenschaftliche und öffentliche Beachtung für die Verfolgung Homosexueller im Dritten Reich. Das Drama trug zur größeren Wahrnehmung des Themas in Öffentlichkeit und Forschung bei.
In der Uraufführung am Londoner West End Theatre 1979 spielte Ian McKellen die Hauptrolle, Richard Gere verkörperte den Protagonisten in der ersten Broadway-Fassung 1980. Im Jahr 1997 entstand eine Kinofassung unter der Regie von Sean Mathias. Die deutschsprachige Erstaufführung wurde 1980 unter dem Titel Bent – Rosa Winkel am Nationaltheater Mannheim gezeigt. Im Jahr 2009 inszenierte Dan Lahav das Stück am Jüdischen Theater Bimah in Berlin. Im Jahr 2017 entstand in Zusammenarbeit mit dem Autor die Neuübersetzung von Olaf Roth, die am 6. Oktober 2017 im Göttinger Theater im OP erstmals aufgeführt wurde.

## Inhalt
Im Berlin der 1930er Jahre lebt der homosexuelle Max mit seinem Freund Rudy zusammen. Max, ein promiskuitiver Lebemann, bringt eines Nachts einen SA-Mann mit nach Hause. Ausgerechnet in dieser Nacht findet der sogenannte „Röhm-Putsch“ statt, in dem Hitler zahlreiche SA-Männer ermorden lässt, um seine Macht zu festigen. Auch der Mann in der Wohnung von Max und Rudy wird von der Gestapo entdeckt und ermordet, die beiden müssen fliehen. Auf der Flucht werden Max und Rudy von der Gestapo ergriffen und mit dem Zug in das Konzentrationslager Dachau gebracht.
Als Rudy im Zug von der SS zusammengeschlagen wird, leugnet Max, dass er ihn kennt, und folgt der Aufforderung, Rudy zu schlagen, bis dieser stirbt. Später gesteht er einem Mitgefangenen, dass er sich unter den Augen der SS an einem toten Mädchen vergangen hat, um zu beweisen, dass er nicht schwul ist. Er hofft durch die Kategorisierung als Jude höhere Überlebenschancen im KZ zu haben.
Im Lager verliebt er sich in seinen Mithäftling Horst, der zunächst nur zögerlich, später jedoch vollends seine Liebe erwidert. Horst wirft Max wiederholt vor, nicht zu seiner Identität zu stehen und zu Unrecht den Davidsstern zu tragen. Vielmehr solle Max den „Rosa Winkel“, das Symbol der homosexuellen Häftlinge, tragen. Erst als Horst vor seinen Augen erschossen wird entscheidet sich Max, seine Homosexualität offen zu zeigen, indem er die Jacke von Horst mit dem „Rosa Winkel“ überzieht und wenig später Suizid begeht.